# Tröndel
Tröndel település Németországban, Schleswig-Holstein tartományban. Lakosainak száma 363 fő (2023. december 31.).

## Népesség
A település népességének változása:
| Lakosok száma | 395  | 396  | 387  | 366  | 373  | 363  |
|               | 1975 | 2017 | 2019 | 2021 | 2022 | 2023 |